# Zagrody (Wólka Grodziska)
Zagrody – przysiółek wsi Wólka Grodziska w Polsce, położony w województwie podkarpackim, w powiecie leżajskim, w gminie Grodzisko Dolne.
W latach 1975–1998 przysiółek należał administracyjnie do województwa rzeszowskiego.